# Колюткинский
Колюткинский — посёлок в Белоярском районе Свердловской области России. Входит в Белоярский муниципальный округ.
Ранее посёлок входил в состав Большебрусянского сельсовета Белоярского района.

## География
Посёлок Колюткинский на правобережье реки Исети, рядом с селом Колюткино, в 21 километре на юго-запад от посёлка Белоярского.

### Часовой пояс
Колюткинский, как и вся Свердловская область, находится в часовой зоне МСК+2. Смещение применяемого времени относительно UTC составляет +5:00.

## Население
| 2002 | 2010 | 2021 |
| ---- | ---- | ---- |
| 33   | ↘22  | ↘7   |

## Инфраструктура
В посёлке Колюткинском шесть улиц: Западная, Карьер, Нагорная, Новая, Сосновая, Уральская.